# Christensonella subulata
Christensonella subulata là một loài thực vật có hoa trong họ Lan. Loài này được (Lindl.) Szlach., Mytnik, Górniak & Smiszek mô tả khoa học đầu tiên năm 2006.

## Hình ảnh

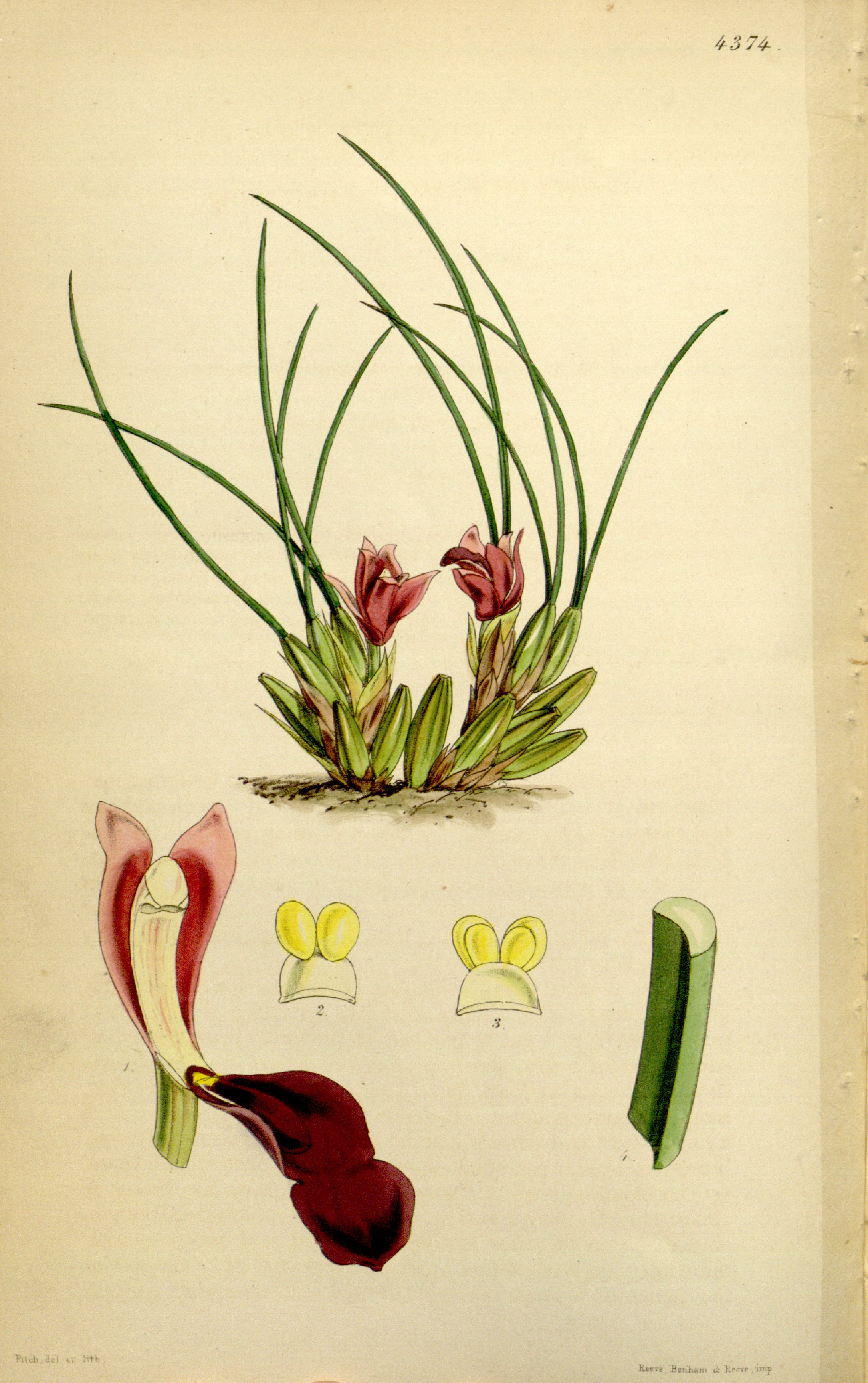